# Ids-Saint-Roch
Ids-Saint-Roch är en kommun i departementet Cher i regionen Centre-Val de Loire i de centrala delarna av Frankrike. Kommunen ligger  i kantonen Le Châtelet som tillhör arrondissementet Saint-Amand-Montrond. År 2022 hade Ids-Saint-Roch 287 invånare.

## Befolkningsutveckling
Antalet invånare i kommunen Ids-Saint-Roch
Referens:INSEE